# Binny et le Fantôme
Production
Diffusion
Binny et le Fantôme (Binny und der Geist en allemand) est une série télévisée allemande produite par APU fiction au nom de GSA de Disney Channel créé par Steffi Ackermann et Vivien Hoppe diffusée entre le 23 mars 2013 et le 15 mai 2016 sur Disney Channel Allemagne.

## Synopsis
Binny Baumann, après avoir déménagé dans une vieille maison à Berlin, découvre qu'un fantôme nommé Melchior vit dans sa chambre. Il ne se souvient pas comment il est devenu un fantôme et il demande donc à Binny de l'aider à reconstruire son passé. Les deux résolvent ensemble des énigmes, révèlent des mystères et enquêtent sur les crimes commis.

## Distribution

### Acteurs principaux
- Merle Juschka : Binny Baumann
- Johannes von Hallervorden : Melchior von und zu Panke
- Katharina Kaali : Wanda Baumann
- Steffen Groth : Ronald Baumann
- Eliz Tabea Thrun : Luca Schuster
- Stefan Weinert :Hubertus van Horas (saison 1)
- Stefan Becker : Bodo
- Robert Köhler : Rhett Thorn (saison 2)

### Acteurs récurrents
- Inga Busch : Steffi Schubert
- Anselm Bresgott : Mark
- Patrick von Blume : Principal Rötig
- Paul Maximilian Schüller : Martin
- Hoang Dang-Vu : Jan
- Lucas Reiber : Niklas Neudecker

## Production
En 2012, Disney Channel Allemagne avait l'intention de produire une série télévisée avec la société UFA Fiction . L'idée de la série est venue à l'esprit pour Steffi Ackermann et l'auteur Vivien Hoppe . Le 8 novembre 2012, ils ont annoncé que Binny et le Fantôme deviendraient une série, et le tournage de l'épisode pilote à Berlin a commencé le lendemain . Cela a été diffusé sur Disney Channel Allemagne le 23 mars 2013 et après avoir été très réussi, les auteurs ont écrit douze autres épisodes d'environ 22 minutes, atteignant ainsi 13 épisodes pour une première saison. Le tournage s'est terminé à l'été 2014 et la série a débuté le 26 octobre en Allemagne. La série n'est pas renouvelée pour une troisième saison et se termine donc avec la deuxième saison.

## Épisodes
| Saison | Saison | Épisodes | Allemagne     | Allemagne       | France          | France          |
| Saison | Saison | Épisodes | Début         | Fin             | Début           | Fin             |
| ------ | ------ | -------- | ------------- | --------------- | --------------- | --------------- |
|        | 1      | 13       | 23 mars 2013  | 18 janvier 2015 | 10 janvier 2015 | 28 mars 2015    |
|        | 2      | 10       | 10 avril 2016 | 15 mai 2016     | 20 octobre 2016 | 2 novembre 2016 |

### Saison 1 (2013-2015)
| №  | #  | Titre français            | Titre original            | Diffusion française | Diffusion originale | Code prod. |
| -- | -- | ------------------------- | ------------------------- | ------------------- | ------------------- | ---------- |
| 1  | 1  | Le mystérieux colocataire | Der heimliche Mitbewohner | 10 janvier 2015     | 23 mars 2013        | 101        |
| 2  | 2  | Explosion à l'école       | Und es hat Puff gemacht   | 17 janvier 2015     | 2 novembre 2014     | 102        |
| 3  | 3  | Madame Bou                | Madame Buh                | 24 janvier 2015     | 9 novembre 2014     | 103        |
| 4  | 4  | Un chien et son maître    | Auf den Hund gekommen     | 31 janvier 2015     | 16 novembre 2014    | 104        |
| 5  | 5  | Le scandale du pari       | Team-Geist                | 7 février 2015      | 23 novembre 2014    | 105        |
| 6  | 6  | Un étrange garage         | Bei Crash Cash            | 14 février 2015     | 30 novembre 2014    | 106        |
| 7  | 7  | Vol au musée              | Der Kunstraub             | 21 février 2015     | 7 décembre 2014     | 107        |
| 8  | 8  | A l'hippodrome            | Auf's Pferd gekommen      | 28 février 2015     | 14 décembre 2014    | 108        |
| 9  | 9  | Chantage au lycée         | Die Posting Pest          | 7 mars 2015         | 21 décembre 2014    | 109        |
| 10 | 10 | Scandale environnemental  | Im Wald                   | 14 mars 2015        | 28 décembre 2014    | 110        |
| 11 | 11 | Le bal du lycée           | Der Schulball             | 21 mars 2015        | 4 janvier 2015      | 111        |
| 12 | 12 | Surprise dans la boîte    | Lady Diamond              | 28 mars 2015        | 11 janvier 2015     | 112        |
| 13 | 13 | L'anniversaire de Binny   | Ice, Ice Binny            | 28 mars 2015        | 18 janvier 2015     | 113        |

### Saison 2 (2016)
| №  | #  | Titre français               | Titre original             | Diffusion française | Diffusion originale | Code prod. |
| -- | -- | ---------------------------- | -------------------------- | ------------------- | ------------------- | ---------- |
| 14 | 1  | Le Rayon de soleil           | Villa Sonnenschein         | 20 octobre 2016     | 10 avril 2016       | 201        |
| 15 | 2  | Vol au lycée                 | Einbruch in der Schule     | 21 octobre 2016     | 17 avril 2016       | 202        |
| 16 | 3  | Effractions au zoo           | Das schwarze Froschmonster | 24 octobre 2016     | 17 avril 2016       | 203        |
| 17 | 4  | Un tournage mouvementé       | Filmreif                   | 25 octobre 2016     | 24 avril 2016       | 204        |
| 18 | 5  | Le mini-golf                 | Nachts beim Minigolf       | 26 octobre 2016     | 1er mai 2016        | 205        |
| 19 | 6  | L'étrange paquet             | Das falsche Paket          | 27 octobre 2016     | 1er mai 2016        | 206        |
| 20 | 7  | Un trésor dans le château    | Der Schatz in der Burg     | 28 octobre 2016     | 8 mai 2016          | 207        |
| 21 | 8  | Nuit blanche dans un magasin | Nachts im Kaufhaus         | 31 octobre 2016     | 8 mai 2016          | 208        |
| 22 | 9  | Leonina                      | Leonina                    | 1er novembre 2016   | 15 mai 2016         | 209        |
| 23 | 10 | Le maître du temps           | Rock around the Clock      | 2 novembre 2016     | 15 mai 2016         | 210        |